# Joe Bartholdi Jr.
Joseph 'Joe' N. Bartholdi, Jr. (1980) is een Amerikaans professioneel pokerspeler. Hij won onder meer het $25.000 World Poker Tour Championship - No Limit Hold'em van de Fourth Annual Five-Star World Poker Classic 2006, goed voor een hoofdprijs van $3.760.165,-. Barthold won tot en met juni 2014 meer dan $4.250.000,- in pokertoernooien, cashgames niet meegerekend.

## Wapenfeiten
Nadat hij in juli 2003 het $100 Limit Hold'em-toernooi van de Grand Slam of Poker won (goed voor $13.375,-), haalde Bartholdi op de World Series of Poker 2004 voor het eerst een finaletafel in dit evenement. Hij werd er derde in het $1.500 Pot Limit Hold'em-toernooi, achter Lorne Persons en winnaar Minh Nguyen. Daarmee verdiende hij $40.080,-.
Vervolgens behaalde Bartholdi op de World Series of Poker 2005 zijn tweede finaletafel. Ditmaal werd hij vijfde in het $1.500 No Limit Hold'em-toernooi, goed voor $71.445,-, op dat moment zijn hoogste geldprijs ooit. Het was niettemin een schijntje vergelijken met het bedrag dat Bartholdi mocht bijschrijven na het $25.000 WPT Championship - No Limit Hold'em van de Fourth Annual Five-Star World Poker Classic 2006. Na zich in een deelnemersveld van 605 spelers voor de finaletafel geplaatst te hebben, overleefde hij daaraan onder meer Roland de Wolfe (derde), James Van Alstyne (vijfde), Men Nguyen (zesde) en Vanessa Rousso (zevende) om daarmee een hoofdprijs van meer dan 3,5 miljoen dollar op te strijken.
Naast zijn WPT-titel, won Bartholdi onder meer de $2.000 No Limit Hold'em Ultimate Poker Challenge 2005 (goed voor $27.160,-).